# Сагайцы
Сага́йцы (хак. саға́й, мн. ч. саға́йлар) — этнографическая группа хакасского народа. Носители сагайского диалекта хакасского языка, проживающие в основном в долине р. Абакан, начиная от р. Уйбат и до верхних притоков.
На современном этапе сагайский субэтнос является доминирующим — более 70 % от общей численности хакасов.

## История
Предположительно, впервые упоминаются в известиях Рашид-ад-дина о монгольских завоеваниях. Исследователи считают возможным отождествление сагайцев с сакаитами — племенем, входившим в состав кереитского племенного объединения. Первые упоминания в русских документах относятся к 1620, когда указывалось, что у них «уложено ясаку не платить и ясачников побивать».
Версии происхождения термина «сағай» ведут к сакам скифо-сарматского времени, которые проживали на территории Центральной Азии. В исторической науке, уже неоднократно указывалось, что самоназвание якутов «саха», этническое ядро которых переселилось из Южной Сибири на север, восходит к тому же корню. В этнологической науке было проведено немало примеров общих черт в духовной и материальной культуре хакасов и якутов. Подобный этноним известен среди казахов (сакаи — подразделение племени найман) и киргизов (племя сайак, в имени которых, вероятно, произошла метатеза).
Известны две волости XVII века — Юс-Сагайская и Том-Сагайская, которые располагались в верховьях рек Июсов и Томи. Сагайцы вплоть до 1703 г. оставались неподвластными русской администрации. После увода 1703 года енисейских кыргызов в Центральную Азию, сагайцы в XVIII в. составляли отдельную Сагайскую землицу. В это время в состав сагайцев начинают вливаться небольшие родоплеменные группы из близлежащих местностей.
Фольклор относит сагайцев к одному из поколений енисейских кыргызов. Это же отмечается и в ряде научных трудов таких исследователей как В. В. Радлов, Н. Ф. Катанов, И. П. Кузнецов-Красноярский и др.
Полярными точками зрения на историю родоплеменной группы «сагай» можно назвать с одной стороны свидетельство хакасского этнографа С. Д. Майнагашева, исследовавшего хакасское население в начале XX века, который отмечал, что сагаи не выводят себя из Кузнецкого уезда, а считаются местным сеоком [Майнагашев, 1914, с.115.]. С другой стороны мнение Л. П. Потапова, который в результате своих полевых исследований, напротив, отметил, что сагайцы не представляли и не представляют собой единой группы и являются переселенцами из таёжных районов [См.: Потапов, 1947].
П. С. Паллас отмечал:

«Лицом и житием сагайцы отличны от кашинцов и схожи лучше с бельтирцами в Кузнецком уезде живущими: лицо у них обыкновенно настоящее татарское, и редко калмыцкого что в себе имеет, как в бороде, так и на прочем теле гораздо волосасты, собою они более телистее и в членах крепче, нежели качинцы. Может быть, оное поколение дикими и горными своими местами в коих обитают, умело себя избавить от калмыцкого семяни, повсюду почти меж качинцами продолжающегося»

[Паллас, 1788, с.468].

Схожую оценку дает и Г. И. Спасский: 

«Хотя они и одного происхождения с качинцами, но в лицеообразовании своем, более, нежели те имеют сходства с татарами»

 [Спасский, 1819, с.65].
Позднее в XIX столетии в состав сагайцев влились бельтыры и стали считать себя сагайским сеоком.
По данным изучения Y-хромосомных гаплогрупп, сагайцы входят в восточно-евразийский кластер.

## Сеокисагайцев
- Абинцы
- Бельтыры
- Бурут
- Иргит
- Сағай
- Ічеге
- Хобый
- Хыргыс